# Maria d'Este
Maria d'Este (Mòdena, Ducat de Mòdena, 8 de desembre de 1644 - Parma, Ducat de Parma, 20 d'agost de 1684) fou una princesa de la família Este de Mòdena que va esdevenir duquessa consort de Parma.
Va néixer el 1644 a la ciutat de Mòdena, capital del ducat del mateix nom, sent filla del duc Francesc I d'Este i Maria Caterina Farnese. Fou neta per línia paterna d'Alfons III d'Este i Elisabet de Savoia, i per línia materna de Ranuccio I de Parma i Margarida Aldobrandini. Fou germana dels ducs Alfons IV i Reinaldo III de Mòdena, així com d'Isabel d'Este (duquessa de Parma).
Es casà l'1 d'octubre de 1668 amb el seu cosí, el duc Ranuccio II de Parma, fill del duc Odoard I de Parma i Margarida de Mèdici, i vidu de la seva segona esposa, Isabel d'Este (duquessa de Parma), que era a la vegada germana de la mateixa Maria. D'aquesta unió nasqueren:
- Isabel Francesca Maria Farnese (1668-1718), religiosa benedictina
- Victòria Maria Francesca Farnese (1669-1671)
- un fill (1671)
- Victòria Farnese (1672)
- Caterina Farnese (1672), bessona de l'anterior
- un fill (1674)
- Elionor Farnese (1675)
- Francesc I de Parma (1678-1727), duc de Parma
- Antoni I de Parma (1679-1731), duc de Parma

Maria d'Este morí el 1684 a la ciutat de Parma.